# Ollix cogani
Ollix cogani är en tvåvingeart som beskrevs av Mcalpine 1985. Ollix cogani ingår i släktet Ollix och familjen myllflugor. Inga underarter finns listade i Catalogue of Life.